# Anpachi (Gifu)
Anpachi (安八町 Anpachi-chō?) es un pueblo localizado en la prefectura de Gifu, Japón. En octubre de 2019 tenía una población estimada de 14.505 habitantes y una densidad de población de 799 personas por km². Su área total es de 18,16 km².

## Geografía

### Localidades circundantes
- Prefectura de Gifu
  - Hashima
  - Mizuho
  - Ōgaki
  - Wanouchi

## Demografía
Según los datos del censo japonés, esta es la población de Anpachi en los últimos años.
| 1995   | 2000   | 2005   | 2010   | 2015   |
| ------ | ------ | ------ | ------ | ------ |
| 15.115 | 15.078 | 15.263 | 15.271 | 14.752 |